# 燃油サーチャージ
燃油サーチャージ（ねんゆサーチャージ）とは、燃料とする石油（ケロシン、軽油、重油など）の価格に追随する、運賃とは別建てで徴収される料金のこと。名称としては、燃油特別付加運賃、燃料油価格変動調整金、燃料加算金、燃料課徴金、燃料サーチャージ、フューエルサーチャージ（英語: Fuel Surcharge）などとも呼ばれる。
燃料価格の急激な変動により契約、または料金表設定時の運賃では、運航する燃料代が賄えない事態に対応する措置として海運業界が1970年代から導入し、2000年代には航空、陸運業界にも広まった。
料金表を設定し、運行時点での燃料価格に応じた価格をサーチャージとして追加徴収する形式が一般的で、燃料価格が一定以下に下落した場合は徴収しない料金表とする場合もある。
電気料金、ガス料金にも燃料の価格変動を料金に反映させるための追加徴収があり、原料費調整制度と呼ばれる。

## 航空
湾岸戦争以降の原油価格高騰に対する措置として、1997年（平成9年）に国際航空運送協会が、制度を認可した。2001年（平成13年）から導入されている。
ただし、国際航空運送協会の協定料金ではなく、適用の有無やタリフについては基本的に各航空会社の判断により、航空当局に申請して審査された後に認可される。
一般な指標は、ケロシンタイプジェット燃料の市場スポット価格で、北米地域ではガルフコースト（メキシコ湾岸地域）、アジア地域ではシンガポール、ヨーロッパではロッテルダムの市場価格が利用されている。
通常は航空会社が荷主、フォワーダー、または搭乗客に請求するが、航空便を利用した小口貨物（宅配便など）について運送会社が顧客に設定する場合もある。
国際便では、航空運賃は二国間の協定により定められることが一般的なため、燃油サーチャージ料金については、通常双方の航空会社間で調整した後、政府に対して申請して、認可される。
日本では「燃油特別付加運賃」の名目で届出されており、貨物機については2001年（平成13年）、旅客については2005年（平成17年）から導入された。国内線でもフジドリームエアラインズ（FDA）が2011年（平成23年）9月1日搭乗分より導入している。
日本航空や全日本空輸では、シンガポールケロシン市場の過去2ヶ月の平均価格が、60米ドルで廃止するとしていたが、2015年（平成27年）4月1日から日本円建てとなり、米ドルとの為替レート変動サーチャージを加味して、1バレル6,000円を下回った場合に、廃止される事になっている。この急な変更について、旅行会社や利用者から「為替レート変動リスクを利用者ばかりが負担するのは、おかしい」と、不満が出ており、大韓民国の大韓航空やアシアナ航空では、この時点で燃油サーチャージ費用を撤廃していたため、利用客が不満の声を挙げていた。
一部の格安航空会社や旅行会社では、燃油サーチャージ自体を徴収していないか、若しくはパッケージツアー代金に組み込んでいる。
2016年（平成28年）4月1日発券分から、JALとANAは原油価格の大幅な下落により、日本発の国際線にて燃油サーチャージを6年半ぶりにゼロにする事になったが、対米ドル円安の進行により、航空会社の業績が絶好調にもかかわらず、10ヶ月後の2017年（平成29年）2月1日発券分より、燃油サーチャージの徴収が復活した。

## 海運
第一次オイルショックに伴う原油高騰に対する措置として1975年（昭和50年）頃から導入が始まった。
BAF(Bunker Adjustment Factor)、BS(Bunker Surcharge)、あるいは重油サーチャージと呼ばれる。外航海運では海運同盟が指標価格を定めていることが多いが、拘束力はなく、最終的には船主と荷主との交渉で決定する。太平洋航路安定化協定では、A重油とC重油の加重平均、欧州同盟ではC重油を価格指標として採用している。
日本では認可運賃である一般旅客運賃（フェリー等）について、燃料油価格変動調整金の名目で届出がされている。
国内では従来、内航燃料油研究懇話会の答申価格（内燃研価格）を基準としていたが、2008年（平成20年）からは、紙パルプ価格（新日本石油と王子製紙の取引価格）を基準とする会社が多くなっている。
クルーズについては、スター・クリッパーズ、スタークルーズ、ロイヤル・カリビアン・インターナショナル、カーニバルクルーズラインなど多くのクルーズ会社において、ニューヨークマーカンタイル取引所のWTIアメリカ標準油種（ウェスト・テキサス・インターミディエイト）を指標としている。燃油価格の下落により、大半のクルーズ会社で2010年（平成22年）以降は廃止されている。

## 陸運
湾岸戦争以降の原油価格高騰に伴う措置として貨物運送分野で導入が始まった。設定の有無や金額については基本的に各運送会社の判断による。
カナダのカナダポストでは2003年（平成15年）からfuel surchargeとしてレギュラー無鉛ガソリンの価格を指標とした割増料金を設定した。
米国のユナイテッド・パーセル・サービスとフェデックスでは、2008年（平成20年）からGround fuel surchargeとして高速道路スタンドでのディーゼル燃料を指標とした割増料金を設定。
日本では2008年（平成20年）3月14日に国土交通省が中小運送業者向けに「トラック運送業における燃料サーチャージ緊急ガイドライン」を策定。以後、軽油価格を指標とした燃料サーチャージの運賃届出が行われているが、小口貨物輸送（宅配便）には適用されていない。

## 燃油サーチャージの問題

### 燃油サーチャージ表示
国土交通省は旅行業界に対し、燃油サーチャージを含んだ総額の表示を指示する通達を2008年6月30日に出した。

### 航空会社の苦境
日本においては、2001年（平成13年）に航空貨物で導入し、2005年（平成17年）から航空旅客でも導入しているが、原油価格高騰に伴い値上げが続き、その金額は2008年には世界最高レベルに達したため、日系航空会社の乗客数の低迷を招いている。原油価格は2008年末には30～40ドルとサーチャージ導入以前の価格になっているが、サーチャージは撤廃ではなく、ようやく最高額の半額程度と下落幅はかなり小さくとどまる見通しである。なお、同一路線でも航空会社によってサーチャージの額は異なるほか、コードシェア便の場合は、同一フライトでも購入する便名によって異なることがある。
燃油サーチャージ導入の背景にある燃油価格の高騰は、航空会社や海運会社の収益を相当悪化させており、例えば、2005年（平成17年）9月にはデルタ航空やノースウエスト航空が連邦倒産法第11章の適用を受けている。

### トラック業界の苦境
原油価格の高騰により日本国内のトラック運送でも燃料コスト上昇を生じたが、十分な価格転嫁が行われず、陸運業者に深刻な負担増を強いている。全日本トラック協会の調査によれば一部でも価格転嫁できたのは4割ほどであった。
2008年（平成20年）3月14日、国土交通省は軽油価格上昇分の運賃への転嫁を進める為に、「トラック運送業における燃料サーチャージ緊急ガイドライン」を発表した。
同年5月には、日本での陸運最大手の日本通運が燃料サーチャージ導入を決め、ヤマト運輸、佐川急便も導入に前向きである。しかし、トラック運送の9割以上を占める中小・零細企業では交渉力が弱いため、ガイドライン通りに実施できていない。